# 廣義相對論的歷史
廣義相對論（英語：General relativity, GR）是由阿爾伯特·愛因斯坦於1907到1915年間發展的引力理論，並在1915年之後得到其他人的貢獻。根據廣義相對論，有质量物体之間能觀察到的引力來自於它們對時間與空間的扭曲。
在廣義相對論出現之前，牛頓的萬有引力定律作為對有质量物体間引力的有效描述，已經被接受兩百多年，儘管牛頓不認為它是對引力本質的最終結論。在牛頓的模型下，引力來自於有質量物體之間的某種吸引力。雖然牛頓也困擾於這種力量的未知本性，這一基礎框架在描述運動方面非常成功。在牛頓的表述後的一個世紀之內，仔細的天文觀測就發現了理論和觀察之間無法解釋的差異。
然而，實驗和觀察表明，愛因斯坦的描述解釋了牛頓定律無法解釋的几种效應，例如水星和其他行星軌道的微小異常。廣義相對論還預測了新的引力效應，例如引力波、引力透鏡和引力對時間的影響（稱為引力時間膨脹）。這些預測有許多已經通過實驗或觀察得到證實，而其他預測仍然是當前研究的主題。
廣義相對論已發展為現代天體物理學的重要工具，它為目前對黑洞的理解提供了基礎。黑洞是引力非常大，甚至光線都不能逃逸的空間區域。它們的強引力被認為是某些類型的天文物體（如活躍星系核或微類星體）發出強烈輻射的原因。廣義相對論也是宇宙論標準大爆炸模型框架的一部分。

## 廣義相對論的創立

### 早期研究
正如愛因斯坦後來說的，廣義相對論發展的原因，是他認為從理論的出發點就對特定運動狀態沒有偏重的理論對他來說更令人滿意，而狹義相對論偏重慣性運動。 如此，愛因斯坦在1907年——他仍然在專利辦公室工作時——得到了他所謂的“最快樂的想法”——他意識到相對性原理可以擴展到引力場。
因此，他在1907年寫了一篇關於狹義相對論中加速運動的文章（1908年发表）。 
在那篇文章中，他認為自由落體確實是慣性運動，對於一個自由落體的觀察者來說，狹義相對論一定適用。這個論點被稱為等效原理。在同一篇文章中，愛因斯坦還預測了引力時間膨脹的現象。
1911年，愛因斯坦發表了另一篇文章，对1907年的文章作了进一步阐释。
在其中，他考虑了一个不处于引力场中的匀加速盒子，並指出它與一个处于不变引力场中的静止盒子是難以區分的。他使用狹義相對論证明加速度方向向上的盒子顶部的时钟的走时率大于该盒子底部的时钟的走时率。他做出結論：時鐘的速率取決於它們在引力場中的位置，並且速率的差異在一阶近似下，与引力势之差成正比。
愛因斯坦還預測了有质量物體會造成光的偏轉。雖然只是粗略的近似，他藉此計算出的偏轉並不為零。德國天文學家埃爾溫·弗羅因德利希宣傳了愛因斯坦對全世界科學家的挑戰。
這促使天文學家在日食期間探測到光的偏轉，並使愛因斯坦相信贡纳尔·努德斯特伦提出的標量引力理論是不正確的。但是他计算得到的偏转值太小，只是實際值的一半，因為他使用的近似對於接近光速移動的物體效果不佳。當愛因斯坦完成廣義相對論的完整理論時，他纠正了這個錯誤並正確地預測了太陽對光的偏轉量。
另一個愛因斯坦關於引力場性質的著名思想實驗是旋轉盤（埃倫費斯特悖論的變體）。他想像一個觀察者在旋轉轉盤上進行實驗。他指出，這樣的觀察者會發現數學常數π的值與歐幾里得幾何预言的值不同。原因是觀察者能用未收縮的標尺測量圓的半徑，但是，根據狹義相對論，圓周看起來會更長，因為測量圓周時標尺會收縮。由於愛因斯坦認為物理定律是局域的，应由具有局域性的场来描述，他從中得出時空可以是局部彎曲的結論。這使他研究黎曼幾何學，並用這種語言描述廣義相對論。

### 發展廣義相對論

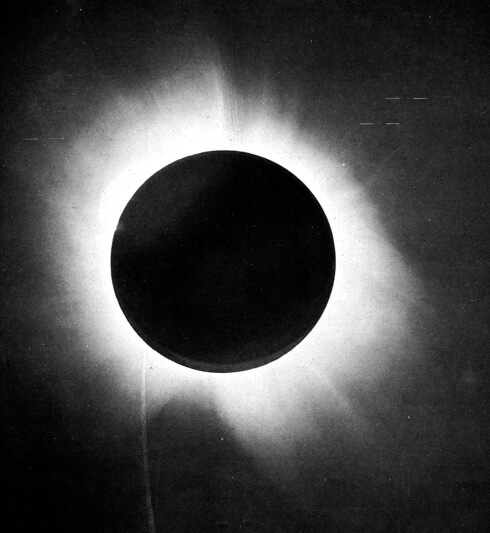
愛丁頓的日食照片，證實了愛因斯坦光線會「彎曲」的理論。

1912年，愛因斯坦回到瑞士接受母校蘇黎世聯邦理工學院（ETH）的教授職位。回到蘇黎世後，他立即拜訪了他的老同學格羅斯曼·馬塞爾。當時格羅斯曼是數學教授，他向愛因斯坦介紹了黎曼幾何——或更一般地說，他介紹了微分幾何。在意大利數學家圖利奧·列維-齊維塔的推薦下，愛因斯坦開始探索廣義協變性（张量的使用）對他的引力理論是否有用。有一段時間，愛因斯坦認為這種方法存在問題，但他後來又重新开始研究这种方法，到了1915年末，愛因斯坦以今天使用它的形式發表了他的廣義相對論。
該理論將引力解釋為“物質對時空結構的扭曲，以及这种扭曲对其他物質的慣性運動的影響”。
在第一次世界大戰期間，出於國家安全原因，同盟國科學家的工作僅供同盟國學者使用。愛因斯坦的部分工作通過奧地利的保羅·埃倫費斯特和荷蘭物理學家——特別是1902年諾貝爾獎獲得者亨德里克·洛倫茲和萊頓大學的威廉·德西特——的努力，進入英國和美國。戰爭結束後，愛因斯坦與萊頓大學保持著良好的關係，接受了為期十年的編外教授（Extraordinary Professor）的契約，從1920年到1930年，他定期前往荷蘭進行演講。
1917年，幾位天文學家接受了愛因斯坦在1911年在布拉格的挑戰。美國加利福尼亞州的威爾遜山天文台發表了一項對太陽的天體光譜學分析，結果顯示沒有引力紅移。
1918年，同樣在加利福尼亞州的利克天文台宣布，其觀測結果也反駁了愛因斯坦的預測，儘管其調查結果並未發表。
然而，在1919年5月，由英國天文學家亞瑟·斯坦利·愛丁頓領導的一個小組，聲稱其通过在巴西北部的索布拉爾，和西非的普林西比島的兩次考察中拍攝的日食，已經確認了愛因斯坦對太陽引力使星光偏轉的預測。 諾貝爾獎獲得者馬克斯·玻恩盛讚廣義相對論是“人類思考自然的最偉大的壯舉”， 
另一位獲獎者保羅·狄拉克據消息說了這可能是“有史以來最偉大的科學發現”。
國際媒體保證了愛因斯坦的全球知名度。
有一些聲稱，認為對愛丁頓考察隊拍攝的具體照片進行詳細審查後發現，实验结果的不确定度與愛丁頓聲稱已經證明的效应尺度相近，且1962年英國的考察隊也得出結論認為該方法本質上不可靠。 
日食過程中的光線偏轉得到了後來更準確的觀測證實。
包括部分德国物理学家在内的一些人对爱因斯坦这位新人的出名感到不满，後來他們開始了雅利安物理學（德國物理學）運動。

### 廣義協變性與空穴論證
到1912年，愛因斯坦正在積極尋求一種把引力解釋為幾何現象的理論。在圖利奧·列維-齊維塔的催促下，愛因斯坦開始探索使用廣義協變性（主要是使用曲率張量）來創建引力理論的可能性。然而，在1913年，愛因斯坦利用“空穴论证”证明这种方法不自洽，因而放弃了它。在1914年和1915年的大部分時間裡，愛因斯坦試圖基於另一種方法創建場方程。當這種方法被证明不自洽的時候，愛因斯坦重新審視了廣義協變性的概念，並發現空穴論證本身是有缺陷的。

### 愛因斯坦場方程的發展
當愛因斯坦意識到廣義協變性實際上是可行的時候，他很快就得出了以他命名的场方程。然而，他犯了一個現在十分著名的錯誤。他在1915年10月發表的場方程是
{\displaystyle R_{\mu \nu }=T_{\mu \nu }\,},
其中 {\displaystyle R_{\mu \nu }} 是里奇曲率張量，而 {\displaystyle T_{\mu \nu }} 是能量-動量張量。這预言了水星的非牛頓近日點進動，对此爱因斯坦感到非常兴奋。然而，愛因斯坦很快就意識到它們與局域能量-動量守恆不相容，除非宇宙具有恆定的質量-能量-動量密度。換句話說，空氣、岩石甚至真空都應具有相同的密度。這與觀察的不一致使愛因斯坦被迫從頭再來。然而，解決方案幾乎是顯而易見的。1915年11月25日，愛因斯坦向普魯士科學院提出了真正的愛因斯坦場方程：
{\displaystyle R_{\mu \nu }-{1 \over 2}Rg_{\mu \nu }=T_{\mu \nu }},
其中 {\displaystyle R} 是里奇純量而 {\displaystyle g_{\mu \nu }} 是度量張量。隨著場方程的發表，問題變成了求出各种情况下场方程的解，以及對這些解的詮釋。從那時起，這和實驗驗證一直主導著廣義相對論研究。

### 愛因斯坦與希爾伯特
雖然愛因斯坦被認為是場方程的發現者，但德國數學家大衛·希爾伯特在愛因斯坦的文章發表前，在一篇文章中發表了它們。這導致了對愛因斯坦的抄襲指控，儘管這個指控不是來自希爾伯特，並斷言場方程應該被稱為“愛因斯坦-希爾伯特場方程”。然而，希爾伯特沒有強調他理論發現的優先權，而且有些人斷言愛因斯坦在希爾伯特修改他自己的工作以包括場方程之前，提交了正確的方程。這表明愛因斯坦首先開發了正確的場方程，儘管希爾伯特可能在後來獨立地導出它們（或者甚至通過他與愛因斯坦的通信來了解它們）。然而，其他人也對這些主張提出過批評。

### 亞瑟·愛丁頓爵士
在愛因斯坦的理論发表後的早些年，亞瑟·愛丁頓爵士藉助他在英國科學機構中獲得的相當大的聲望，來支持這位德國科學家的工作。因為這個理論是如此復雜和深奧（即使在今天它普遍被認為是科學思想的頂峰；在早期甚至更是複雜深奧），有傳言說世界上只有三個人理解它。關於這一點，有一則有啟發性的，雖然可能是偽造的軼事。這則軼事與盧迪威格·席柏斯坦有關 ，傳言他在愛丁頓的一個講座中，他問“愛丁頓教授，你必須是世界上三個理解廣義相對論的人之一。”愛丁頓停頓了一下，無法回答。西爾伯斯坦繼續說道：“不要謙虛，愛丁頓！”最後，愛丁頓回答說：“恰恰相反，我試圖想出第三個人是誰。”

## 場方程的解

### 史瓦西解
由於場方程是非線性的，愛因斯坦認為它們是不可解的。然而，卡爾·史瓦西在1915年發現並於1916年  發表了場方程的一個精確解，用於在球坐標系下描述圍繞一個有质量物體的球對稱時空。現在稱為史瓦西解。從那時起，已經找到了場方程的許多其他的精確解。

### 暴漲宇宙與宇宙學常數
1922年，亞歷山大·弗里德曼找到了一個場方程的解，该解描述的宇宙可能是膨脹的或者收縮的，後來喬治·勒梅特提供了另一個解，该解描述的宇宙是不斷膨脹的。然而，愛因斯坦認為宇宙顯然是靜態的，並且由於廣義相對論場方程不支持静态宇宙模型，他在場方程中加入了宇宙學常數Λ，使其變成
{\displaystyle R_{\mu \nu }-{1 \over 2}Rg_{\mu \nu }+\Lambda g_{\mu \nu }=T_{\mu \nu }}.
這允許静态解的存在，但它們是不穩定的：對靜態解的最輕微的擾動，將導致宇宙膨脹或收縮。1929年，愛德文·哈勃找到了證據支持宇宙正在膨脹。這導致愛因斯坦放棄宇宙學常數，將其稱為“我職業生涯中最大的錯誤”。就當時而言，加入宇宙學常數是一個特例假設，因為它只是為了證明一個結果（靜態宇宙）的合理性。

### 更多精確解
求解場方程和理解這些解的嘗試一直有所進展。漢斯·賴斯納發現了描述球對稱帶電物體帶來的引力場的解，這個解後來被贡纳尔·努德斯特伦重新發現，被稱為賴斯納-諾斯特郎姆解。史瓦西解對黑洞的描述引起了一些争议，爱因斯坦并不认为黑洞这种奇点是真实存在的。然而，在1957年（愛因斯坦於1955年去世的兩年後），馬丁·克魯斯克爾發表了一份證據，證明史瓦西解需要黑洞。此外，羅伊·克爾在20世紀60年代得到了描述旋轉有质量物体的解，稱為克爾解。幾年後，描述旋轉帶電有质量物体的克爾-紐曼解被發表。

## 驗證理論
水星的近日點進動是驗證廣義相對論第一個證據。亞瑟·愛丁頓1919年的考察證實了愛因斯坦對太陽在1919年5月29日的日全食期間偏轉光線的預測，這巩固了广义相对论作为真正的科学理论的地位。自那以來，許多觀察證實了廣義相對論的正確性。這包括了對脈衝雙星的研究，對通過太陽邊沿的無線電信號的觀測，甚至是全球定位系統。
引力波是時空曲率的漣漪，像波一樣傳播，從它的波源向外行進。引力波是由LIGO團隊在2015年9月從一個雙黑洞系統中兩個黑洞的恆星碰撞事件中第一次被探測到的。

## 替代理論
已有許多試圖修改廣義相對論的嘗試。其中最著名的是Brans-Dicke理論（也稱標量-張量理論）和Rosen的雙引力理論。這兩種理論都提出了對廣義相對論的場方程的修改，並且这种修改的一个后果是允许双极引力辐射的存在。結果，羅森的原始理論被對雙脈衝星系統的觀測所证否。至於 Brans-Dicke 理論（它具有可調參數“ω”使得“ω=∞”時與廣義相對論相同），它與廣義相對論的可能差異受到這些觀測結果的嚴重限制。
此外，廣義相對論與量子力學不相容，後者描述了物質的波粒二象性，而其目前並未描述相關（微觀）尺度上的引力。为了将量子力学和广义相对论融贯地统一起来，物理学家对这两个理论可能需要的修改进行了大量的推测。將廣義相對論和量子力學统一起來的推測理論通常被稱為量子引力，其突出的例子包括弦論和圈量子引力。

## 關於廣義相對論的歷史的更多訊息
基普·索恩將“廣義相對論的黃金時代”確定為大致從1960年到1975年的時期， 
在這之前廣義相對論的研究被認為是好奇心驅動的事業，在此之後則進入了理論物理學的主流。在此期間，引入了許多新的概念和術語，繼續激發引力研究者和公眾的想像力，包括黑洞和“引力奇點”。物理宇宙学的发展与广义相对论密切相关。在这一时期，物理宇宙学的研究进入了主流，大爆炸理论也成熟了。
弗尔维奥·梅利亚在他的《破解愛因斯坦的密碼》（Cracking the Einstein Code）一書中經常提到“相對論的黃金時代”。梅利亞提到了安杰伊·特罗特曼於1962年在華沙主持的一次相對論會議：
自华沙会议以来，廣義相對論推展得非常成功，在龐德-雷布卡實驗之後炙手可熱，並進入了發現的黃金時代，持續到了1970年代中期。
這本書的主角羅伊·克爾貢獻了一個後記，說這本書是“一部非凡的作品，很好地记录了我們現在稱之為相對論黃金時代的時期。”

## 延伸閱讀
- Pais, Abraham. . Oxford: Oxford University Press. 1982. ISBN 0-19-853907-X.
- Einstein, A.; Grossmann, M.  [Outline of a Generalized Theory of Relativity and of a Theory of Gravitation]. Zeitschrift für Mathematik und Physik. 1913, 62: 225–261.
- Einstein and the Changing Worldviews of Physics (editors—Lehner C., Renn J., Schemmel M.) 2012 (Birkhäuser).
- Genesis of general relativity series （页面存档备份，存于）.
- Schwarzschild, Karl, , Sitzungsber. Preuss. Akad. D. Wiss., 1916a: 189–196
- Schwarzschild, Karl, , Sitzungsber. Preuss. Akad. D. Wiss., 1916b: 424–434

## 外部連結
- 维基文库中的相關文獻：The Foundation of the Generalised Theory of Relativity